# Hunsterson
Hunsterson är en by i civil parish Doddington and District, i distriktet Cheshire East, i Storbritannien.   Den ligger i grevskapet Cheshire och riksdelen England, i den södra delen av landet, 230 km nordväst om huvudstaden London. Hunsterson var en civil parish 1866–2023 när blev den en del av Doddington and District. Civil parish hade 156 invånare år 2001.